# 和泉市蔵
和泉 市蔵（いずみ いちぞう、1885年（明治18年）6月13日 - 1968年（昭和43年）6月11日）は、大日本帝国陸軍軍人。最終階級は陸軍少将。

## 経歴
香川県出身。陸軍士官学校第18期卒業。1923年（大正12年）3月、陸軍歩兵少佐に進級し、同年9月時点で歩兵第18旅団副官（第16師団）の任にあった。1925年（大正14年）12月に歩兵第19連隊大隊長に就任し、1927年（昭和2年）7月、陸軍歩兵中佐進級と同時に歩兵第37連隊附となり、大阪外国語学校兼第五臨時教員養成所服務に転じた。
1931年（昭和6年）3月、歩兵第21連隊附に移り、1933年（昭和8年）8月、 陸軍歩兵大佐進級と同時に近衛師団司令部附となり、日本大学に配属された。1935年（昭和10年）12月に大分連隊区司令官に就任したが、1937年（昭和12年）8月2日に陸軍少将進級と同時に待命、8月22日に予備役に編入された。
予備役編入後は大日本赤誠会速見郡支部長に就任し、積極的な活動を展開した。1942年（昭和17年）4月、第21回衆議院議員総選挙に大分県第2区から赤誠会所属で出馬したが、翼賛政治体制協議会の非推薦候補（いわゆる「自由候補」）のため、警察から圧迫を加えられたこともあり次点で落選した。
戦後は公職追放を経て、後に傷痍軍人会、恩給連盟などの活動に携わり、1968年（昭和43年）6月11日に急性肝炎で死去。

## 栄典
勲章等
- 1940年（昭和15年）8月15日 - 紀元二千六百年祝典記念章[14]